# 布列勒
布列勒（法語：Brielles，法語發音：[bʁijɛl]）是法国伊勒-维莱讷省的一个市镇，属于富热尔-维特雷区。

## 地理
布列勒（48°0'31"N, 1°5'26"W）面积11.4 平方千米，位于法国布列塔尼大區伊勒-维莱讷省，该省份为法国西北部沿海省份，位于布列塔尼半岛东部，北濒大西洋，西接阿摩尔滨海省和莫尔比昂省，南至大西洋卢瓦尔省，西南端接曼恩-卢瓦尔省，东临马耶讷省，东北与芒什省接壤。
与布列勒接壤的市镇（或旧市镇、城区）包括：阿让特雷迪普莱西、塞什河畔热讷、勒佩特尔、屈耶。

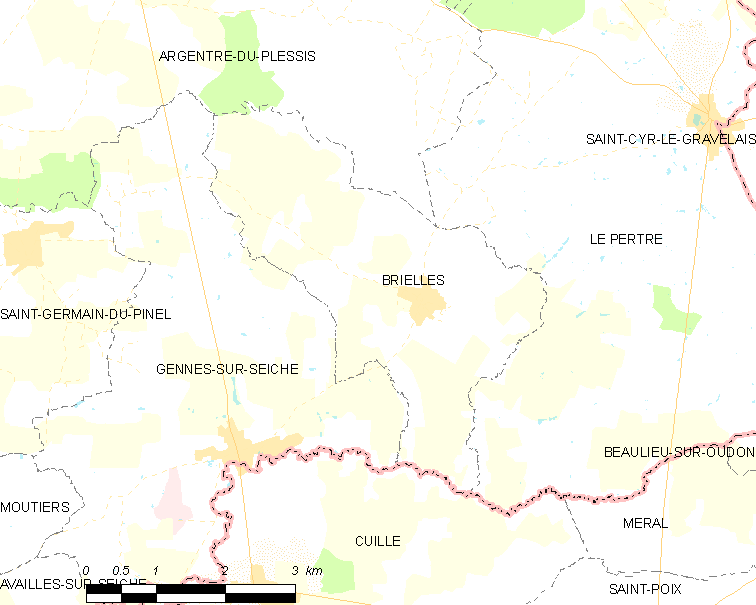
布列勒的OSM定位图

布列勒的时区为UTC+01:00、UTC+02:00（夏令时）。

## 行政
布列勒的邮政编码为35370，INSEE市镇编码为35042。

## 政治
布列勒所属的省级选区为布列塔尼地区拉盖尔什县。

## 人口

1962-2008年间布列勒人口变化图示

布列勒于2022年1月1日时的人口数量为679人。